# Mikołaj Komorowski (zm. XV w.)
Mikołaj Komorowski herbu Korczak   (zm. przed 1487  w Krasnymstawie) – starosta spiski z nadania biskupa krakowskiego Zbigniewa Oleśnickiego, zarządca klucza muszyńskiego w jego imieniu w latach 40. XV w. , hrabia Liptowa, starosta podoliniecki, właściciel państwa żywieckiego.

## Życiorys
Pochodził być może z ruskiego rodu Korczaków, według niektórych źródeł był synem Stanisława, syna Dymitra, z Komorowa, lecz informacje te są niepewne . Był bratem Piotra i Marcina Komorowskich . W 1436 był mediatorem w sporze pomiędzy Jaksą, wielkorządcą biskupa Oleśnickiego, a Bartoszem Cichowskim  .
Po powołaniu Władysława Warneńczyka w roku 1440 na króla Węgier, wraz z braćmi należał do obozu polskiego władcy i wspierał go w zdobyciu korony Węgier . Według opisu Długosza „przybywszy do obozu ze swym wojskiem, wielką był dla króla pomocą”. Władca w podzięce obdarzył rodzinę Komorowskich kilkoma nadaniami na Spiszu i Orawie .
W 1442 uczestniczył w najeździe na należący do Jana Jiskry Preszów . W wyniku tego najazdu został wzięty przez Jiskrę do niewoli . Najpóźniej po 2 latach był już wolny; w 1444 pojawia się jako jeden z sygnatariuszy traktatu pomiędzy przedstawicielami Królestwa Polskiego a Jiskrą – być może na mocy tegoż traktatu odzyskał wolność . W dalszym ciągu wojował z Jiskrą w latach 40., biorąc udział m.in. w najeździe na Bańską Bystrzycę w 1447  .  Pod koniec lat 40. poróżnił się z biskupem Oleśnickim, którego do tej pory był wiernym stronnikiem . Wówczas pogodził się i sprzymierzył z Jiskrą . W walkach stronnictw o tron węgierski poparł Jiskrę przeciw Janowi Hunyadyemu  .  
W latach 50. utracił Spisz na rzecz Jana Głowacza . Regularnie urządzał napady i grabieże ziem swoich przeciwników politycznych . Postanowieniem sejmu węgierskiego obradującego w Bratysławie w latach 1452–1453 Komorowski wraz  bratem Piotrem uznani zostali za banitów . Po krótkim czasie jednak stosunki braci z Koroną Węgierską poprawiły się . 
Około 1476 przejął państwo żywieckie i inne posiadłości z rąk brata Piotra . W związku z niepewną postawą Mikołaja, skłaniającego się ku przymierzu z Maciejem Korwinem przeciw Polsce, król Kazimierz Jagiellończyk w 1477 przedsięwziął przeciwko niemu wyprawę wojenną, dowodzoną przez Jakuba Dębińskiego  . Ten zdobył i zrównał z ziemią należące do Mikołaja zamki w Żywcu, Barwałdzie i Szaflarach  . Komorowski utracił Szaflary na rzecz Marka Ratułda, a Żywiec i Barwałd przejął Dębiński . W latach 80. powrócił częściowo do łask królewskich i od ok. 1485 ponownie figuruje jako pan na Żywcu , a także w Krasnymstawie w ziemi chełmskiej  .
Zmarł nie później niż w 1487 w Krasnymstawie  . Miał najprawdopodobniej czterech synów: Krzysztofa, Aleksandra, Wawrzyńca i Jana, oraz córkę Halszkę .